# Перед екзаменом
«Перед екзаменом» (рос. «Перед экзаменом») — український радянський художній телефільм 1977 року режисера В'ячеслава Криштофовича за оповіданням Вікторії Токарєвої «Інструктор з плавання».

## Синопсис
18-річна Таня Гусакова так і не вирішила, яку професію їй слід обрати, але за наполяганням матері готується складати іспити до педагогічного інституту. Посварившись з мамою і подругою, Таня йде вулицею, і незнайомка дарує їй квиток в театр. На виставі поряд з героїнею сидить той, з ким не пішла на спектакль незнайомка. Так Таня знайомиться з Іваном, інструктором з плавання, який давно змирився з одноманітним і нецікавим життям. Це дивне знайомство переконує Таню в необхідності більш серйозно поставитися до свого майбутнього.

## У ролях
- Ольга Жуліна —  Таня
- Ігор Кваша —  Іван, інструктор з плавання
- Алла Покровська —  Наталя, мати Тані
- Лариса Удовиченко —  Лера, подруга Тані
- Тетяна Аксюта —  Олена, наречена
- Сергій Іванов —  Льоня, наречений
- Маргарита Криницина —  тітка Женя, двірник
- Сергій Бржестовський —  реєстратор РАГСу
- В епізодах: Євген Буренков, Галина Сполуденна, Георгій Горюшко, Валентина Чемена, А. Афанасьєв, Володимир Борисенко, Віктор Демерташ (немає в титрах), Василь Корзун (немає в титрах)

## Творча група
- Автор сценарію: Вікторія Токарєва
- Режисер-постановник: В'ячеслав Криштофович
- Оператор-постановник: Василь Трушковський
- Художник-постановник: Сергій Бржестовський
- Композитор: Вадим Храпачов
- Звукооператор: Юрій Горецький
- Режисер: Л. Малиновська
- Оператор: Аркадій Першин
- Редактор: Юрій Морозов
- Режисер монтажу: Елеонора Суммовська
- Художник-декоратор: Олександр Шеремет
- Художник по гриму: Галина Тишлек
- Асистент режисера: Т. Каширіна
- Асистент оператора: Валерій Анісімов
- Асистент художника по костюмах: А. Беліченко
- Інструментальний ансамбль під керуванням Святослава Литвиненка, солістка — Наталя Гура
- У фільмі використано фрагменти зі спектаклю Київського театру оперети «Три мушкетери» (лібрето М. Розовського і Ю. Ряшенцева, музика М. Дунаєвського, постановка В. Бегми)
- Директор картини: Валентина Гришокіна